# Гробищево
Гробищево — село в Комсомольском районе Ивановской области России, входит в состав Подозёрского сельского поселения.

## География
Село расположено в 4 км на северо-восток от центра поселения села Подозёрский и в 28 км на север от райцентра города Комсомольск.

## История
В XVII веке по административно-территориальному делению село входило в Костромской уезд в волость Емстну. В 1628 году упоминается церковь «великого чудотворца Николы что в селе Гробищах в вотчине Григория Герасимова сына Мартемьянова». В 1627-1631 годах «за Лукою Григорьевым Мартемьяновым в вотчине по государеве жалованной грамоте 1619 года за приписью дьяка Михаила Новокщенова, что дано отцу его Григорью Герасимову в вотчину за Московское осадное сиденье в королевичев приход село Гробищево, что было наперед того в вотчине за боярином за кн. Федором Ивановым Хворостининым, а после за сыном его за кн. Григорьем, а у кн. Григорья взято за измену, а в селе на государеве цареве земле церковь Михаила Архангела древня да придел св. муч. Григория великия Армении клетцки, да церковь Николы чуд. клетцки...». В августе 1663 года «в селе церковь Николы чуд. ветха да церковь Покрова Пречистые Богородицы да придел арх. Михаила». В марте 1732 года «дана восьмая на 3 года Нагорной половины Нерехоцкой десятины вотчины стольника Федора Лукича сына Мартемьянова, села Гробищева, церкви Покрова Пресвятыя Богородицы вдовому попу Титу Тимофееву». 
В селе было две церкви, обе каменные: Покровская, построенная в 1792 году, и Михайловская, построенная в 1771 году на средства прихожан. Колокольня при них каменная. Обе церкви с колокольней обнесены каменной оградой. Престолов в Покровской церкви было два: в честь Покрова Божией Матери, во имя  Всех Святых; в Михайловской церкви три престола: во имя Архистратига Михаила и бесплотных Сил, во имя святителя Николая Чудотворца и св. мчч. Гурия, Самона и Авива.
В конце XIX — начале XX века село входило в состав Березниковской волости Нерехтского уезда Костромской губернии, с 1918 года — Иваново-Вознесенской губернии.
С 1929 года село являлось центром Гробищевского сельсовета Писцовского района Ивановской области, с 1932 года — в составе Комсомольского района, с 1961 года — в составе Березниковского сельсовета, с 1976 года — в составе Коромысловского сельсовета, с 2005 года — в составе Подозёрского сельского поселения.

## Население
| 1872 | 1897 | 1907 | 2002 | 2010 |
| ---- | ---- | ---- | ---- | ---- |
| 574  | ↘485 | ↗502 | ↘10  | ↘0   |

## Достопримечательности
В селе расположены недействующие Церковь Михаила Архангела (1771) и Церковь Покрова Пресвятой Богородицы (1792).